# Обсада на Мариупол (2022)
Обсадата на Мариупол започва на 24 февруари 2022 г., по време на руското нападение над Украйна през 2022 г. Град Мариупол се намира в Донецка област на Украйна; за него претендира самопровъзгласилата се Донецка народна република (ДНР).
Червеният кръст определя ситуацията като „апокалиптична“, а украинските власти обвиняват Русия, че е предизвикала голяма хуманитарна криза в града, като градските власти съобщават, че над 2000 цивилни са били убити към март 2022 г. Ситуацията е сравнявана от украински и американски официални лица с блокадата на Ленинград от Втората световна война.

## Предистория
Град Мариупол се смята за основен стратегически град и цел за руските сили. Мариупол е най-големият град в контролираната от Украйна част на Донецка област и има мнозинство рускоговорещо население. Мариупол е основен индустриален център и е най-големият град на Азовско море. Превземането на града ще даде на Русия пълен контрол над Азовско море.
През май 2014 г., по време на войната в Донбас, силите на сепаратистите и подкрепяната от Русия Донецка народна република нападат града и принуждават украинските сили да се оттеглят по време на битката при Мариупол. Въпреки това, на следващия месец украинските сили си връщат града по време на офанзива. Конфликтът е замразен с подписването на споразумението за прекратяване на огъня Минск II през 2015 г.

## Хронология на събитията

### Февруари
На 24 февруари руската артилерия бомбардира града, като се твърди, че са ранени 26 души. Сутринта на 25 февруари руските въоръжени сили настъпват от територията на ДНР на изток към Мариупол. Те се сблъскват с украинските сили близо до село Павлопил. Украинските въоръжени сили побеждават руските сили, според кмета на Мариупол Вадим Бойченко, 22 руски танка са унищожени по време на боевете.
Руският флот започва десантно нападение на брега на Азовско море, точно на запад от Мариупол вечерта на 25 февруари.
На 26 февруари руските сили продължават да бомбардират Мариупол с артилерия. Правителството на Гърция обявява, че 10 гръцки цивилни са били убити от руските удари в Мариупол, като 6 са убити в село Сартана и 4 убити в село Бухас.
Сутринта на 27 февруари Бойченко заявява, че руска танкова колона бързо настъпва към Мариупол от ДНР, но тя е спряна от украинските сили, като 6 руски войници са пленени.
По-късно на 27 февруари, 6-годишно момиченце в Мариупол е убито при руски обстрел.
Павло Кириленко, губернаторът на Донецка област, заявява, че боевете в Мариупол са продължили през цялата нощ на 27 февруари.
През целия 28 февруари градът остава под украински контрол, въпреки че е обсаден от руски войски и подложен на постоянни обстрели. Бойченко съобщава, че в близост е бил свален руски боен самолет. Електричеството, газът и интернет връзката в по-голямата част от града са прекъснати през вечерта.

### Март
На 1 март Денис Пушилин, ръководителят на ДНР, обявява, че силите на ДНР почти напълно са обградили близкия град Волноваха и скоро ще направят същото с Мариупол. По-късно, руската артилерия бомбардира Мариупол, като са ранени над 21 души.
Обсадата на Мариупол се засилва на 2 март. Руски обстрел убива тийнейджър и ранява други двама, които играят футбол. Бойченко обявява, че градът няма вода и има много жертви. Той също така казва, че руските сили пречат на цивилните да избягат.
По-късно на 2 март, руската артилерия атакува гъсто населен квартал на Мариупол, като го обстрелва близо 15 часа. В резултат на това, кварталът е значително разрушен, като заместник-кметът Сергей Орлов съобщава, че „поне стотици хора са загинали".
На сутринта на 3 март градът отново е обстрелван от руски войски. Едуард Басурин, говорител на милицията на ДНР, официално призовава обсадените украински сили в Мариупол да се предадат или да се изправят срещу „целенасочени удари“. Говорителят на руското министерство на отбраната Игор Конашенков съобщава, че силите на ДНР са затегнали обсадата и че три близки селища са били превзети.
На 4 март Бойченко заявява, че провизиите на града привършват, като Бойченко също призовава за създаване на хуманитарен коридор за евакуация и украинските военни да изпратят подкрепления. Той също така заявява, че руските БМ-21 Град обстрелват болниците в града и че жителите на Мариупол вече нямат парно, течаща вода и електричество. По-късно същия ден, е предложено временно прекратяване на огъня за района на Мариупол, за да се даде възможност на гражданите да се евакуират.
На 5 март украинското правителство обявява желанието си да евакуира 200 000 цивилни от Мариупол. Международният комитет на Червения кръст обявява, че ще действа като гарант за ново прекратяване на огъня, за да позволи тази евакуация. Червеният кръст определя ситуацията в Мариупол като "изключително тежка". След тридневен обстрел е обявено прекратяването на огъня в сила от 11:00 до 16:00 часа. Цивилни жители започват да се евакуират от Мариупол по хуманитарен коридор към град Запорожие. Въпреки това, когато цивилни навлизат в коридора за евакуация, руските сили продължават да обстрелват града, което проваля евакуацията и принуждава евакуиращите се да се върнат обратно. Украинските власти по-късно съобщават, че руските сили не спазват прекратяването на огъня и нареждат да се отложи операцията, тъй като руските войски продължават да обстрелват града. ДНР съобщава, че само 17 цивилни са били евакуирани от Мариупол.
На 6 март Червения кръст обявява, че втори опит за евакуация на цивилни от Мариупол се е провалил. Антон Херащенко, украински служител, казва, че вторият опит за хуманитарен коридор в Мариупол е завършил с руска бомбардировка. Червения кръст съобщава, че в Мариупол има „опустошителни сцени на човешко страдание“. По-късно сутринта, Инна Совсун, украински депутат, заявява, че горивопроводът е бил повреден от руските сили, оставяйки повече от 700 000 души без топлина и предполага, че хората могат да измръзнат до смърт, тъй като температурата често е под 0 °C. Бомбардировката удря и последната функционираща клетъчна кула в града.
На 7 март служител на Червения кръст заявява, че споразуменията за хуманитарни коридори са сключени само по принцип. Служителят заявява, че Червения кръст е установил, че един от предложените коридорни пътища е миниран.
На 8 март е направен нов опит за евакуация на цивилни, но украинското правителство обвинява Русия, че отново е нарушила прекратяването на огъня, като обстрелва коридора за евакуация.
На 9 март Асошиейтед прес съобщава, че десетки украински цивилни и войници са погребани в масов гроб на едно от градските гробища. Руски обстрел удря гробището предишния ден, прекъсвайки погребенията. По-късно друг опит за прекратяване на огъня се провалил, след като Орлов съобщава, че руски войници са открили огън по строителни работници и евакуационни пунктове. Орлов описва недостига на доставки в града като толкова сериозен, че жителите топят снега, за да получат вода. По-късно същия ден, градският съвет на Мариупол излиза с изявление, че руски въздушен удар е нанесен по родилно отделение и детска болница. Украинските власти заявяват, че трима цивилни са убити и най-малко 17 ранени.
Същият ден сателитни снимки на Мариупол, направени сутринта на 9 март от научното издание Space.com, показват "значителни щети" на многоетажни сгради, жилищни къщи, хранителни магазини и друга цивилна инфраструктура. Това е определено чрез сравняване на снимки преди и след. Компанията, която управлява космическия спътник и неговите камери, работи за американските разузнавателни агенции и американската армия.
На 11 март местните власти заявяват, че най-малко 1582 цивилни са убити по време на обсадата, като по-късно този брой се увеличава до 2187 убити на 13 март. По-късно украинските военни заявяват, че руските сили са превзели източните покрайнини на Мариупол. По-късно, конвой с превозни средства от 82 етнически гърци успява да напусне града през хуманитарен коридор.
На 13 март Бойченко заявява, че руските сили са бомбардирали града най-малко 22 пъти през последните 24 часа, използвайки над сто бомби, добавяйки, че последните запаси от храна и вода в града се изчерпват. Украинското министерство на вътрешните работи твърди, че Националната гвардия на Украйна е унищожила няколко руски бронирани машини с артилерийски удари през деня. Исмаил Хаджиоглу, ръководителят на местната джамия Султан Сюлейман, заявява, че 86 турски граждани в града очакват евакуация от турското правителство.
На 14 март Алексий Арестович, съветник на украинския президент Володимир Зеленски, заявява, че повече от 2500 цивилни са били убити при обсадата на Мариупол. По-късно обаче градският съвет изяснява, че са загинали 2357 цивилни. По-късно повече от 160 автомобила успяват да напуснат града в 13:00 ч., първата евакуация позволена по време на обсадата. Руското министерство на отбраната заявява, че 450 тона хуманитарна помощ са доставени в града, след като руските сили превземат покрайнините. Украинските военни по-късно твърдят, че са убили 150 руски войници и са унищожили 10 руски превозни средства.
В същия ден Рамзан Кадиров, ръководителят на Чечения, заявява, че чеченски войници са участвали в обсадата и са влезли за кратко в Мариупол, преди да се оттеглят. Кадиров също така заявява, че Адам Делимханов, близък съюзник и член на Държавната дума, е бил командир на чеченските сили в Мариупол. 
На 15 март около 4000 превозни средства с около 20 000 цивилни успяват да напуснат града. Пьотър Андрюшченко, съветник на градската управа, изчислява, че около 80 процента от жилищния фонд е бил разрушен, и че общият брой на убитите цивилни може да достигне 20 000.
Украинският правителствен служител Херащенко твърди, че руският генерал-майор Олег Митяев, командир на 150-та мотострелкова дивизия е бил убит, докато руските сили се опитвали да щурмуват града.
На 18 март силите на ДНР заявяват, че са превзели летището в Мариупол. По-късно, сблъсъците достигат до центъра на града според кмета.
На 19 март руски и украински сили започват боеве в стоманодобивния завод на Азовстал. На следващия ден, градският съвет на Мариупол заявява, че руските сили са депортирали насилствено „няколко хиляди“ души в лагери и отдалечени градове в Русия през последната седмица.
На 20 март сграда на училище по изкуства, която е приютила около 400 души, е разрушена при руска бомбардировка. Няма информация за жертви.
Заповед на Министерството на отбраната на Русия за капитулация, сваляне на оръжието и евакуация на града е представена на 20 март, с искане за писмен отговор до 04:00 часа сутринта на следващия ден. Ултиматумът е отхвърлен от украинското правителство и кмета на Мариупол.
На 23 март местните власти, включително кметът, напускат града, поради влошаващата се ситуация. На следващия ден, руските сили влизат в центъра на Мариупол, превземат православната църква „Покров Богородичен“. Градската администрация твърди, че руснаците се опитват да деморализират жителите, като публично крещят твърдения за руски победи, включително изявления, че Одеса е бил превзет.
Вадим Бойченко казва на 27 март, че докато Мариупол все още е под украински контрол, руските сили са навлезли дълбоко в града и че населението на града се нуждае от „пълна евакуация“. До този момент украинските войници свършват храната и чистата питейна вода и анализатор смята, че няма да могат да се бият повече от няколко дни. Украинските офицери обаче отказват да се евакуират от града, тъй като не искат да изоставят своите ранени и мъртви войници и цивилни. Компютърният музей "Club 8bit" е унищожен.
На 28 март кметът Вадим Бойченко заявява „днес сме в ръцете на окупаторите“ в телевизионно интервю, а говорител на кметството на Мариупол обявява, че „близо 5000 души“ са били убити в града от началото на обсадата. Украинското правителство изчислява, че "от 20 000 до 30 000" жители на Мариупол са били насилствено депортирани в лагери в Русия под руски военен контрол. През деня руските сили превземат административната сграда в северния квартал Калмиуски  и военния щаб на батальона „Азов“. Освен това, руският говорител Игор Конашенков обявява, че руските сили са свалили украински Ми-8, който се е насочвал към Мариупол, за да евакуира ръководителите на батальона „Азов“. На следващия ден се съобщава, че руските сили вероятно са разделили украинските войски в града на две и вероятно дори на три фронта.

### Април
На 2 април руските сили превземат сградата на Служба за безопасност на Украйна в центъра на Мариупол,след което няма повече съобщения за боеве в района и на 7 април ДНР обявява, че центърът на града е бил "прочистен" от украинските сили. Междувременно руските войски започват настъпление от югозапад на 1 април, оставяйки украинските военни в частичен контрол над района около пристанището в югозападната част на Мариупол до 7 април. Освен това, на 7 април руските сили превземат мост, водещ към стоманодобивния завод „Азовстал“. На следващия ден руски войски завземат южната част на мариуполското пристанище.
На 10 април руските сили превземат рибарското пристанище, разделяйки украинските войски в пристанището от тези в стоманодобивния завод „Азовстал“.
На 12 април британец, воюващ с украинските морски пехотинци, съобщава, че неговата част ще се предаде, тъй като са им свършили боеприпасите, храната и други провизии. Впоследствие Русия обявява, че 1026 морски пехотинци от 36-та морска бригада са се предали, включително 162 офицери. Пленниците включват 400 ранени бойци. Съобщава се, че друго подразделение на морската пехота е направило пробив, за да се свърже с бойци от батальона „Азов“.
Командирът на батальон „Азов“ критикува предалите се морски пехотинци, като хвали онези, които са успели да се свържат с частта си. На следващия ден руските сили овладяват завода „Илич“. По-късно през деня Русия твърди, че е пленила още 134 украински военнослужещи, общо обявеният брой военнопленници за деня е 1160.
На 15 април украински военен командир отправя молба за подкрепления и да „прекъснат обсадата“ на Мариупол. Той също така казва, че „ситуацията е критична и боевете са ожесточени“, но че изпращането на подкрепления и разбиването на обсадата „може да стане и трябва да стане възможно най-скоро“. Същият ден говорителят на украинското министерство на отбраната Александър Мотузяник съобщава, че Русия е започнала да използва далечни бомбардировачи Ту-22М за нанасяне на удари по цели в Мариупол.
На 16 април войските на ДНР превземат полицейски участък близо до плажа на Мариупол и е потвърдено, че руските сили са превзели Центъра за контрол на движението на корабите в пристанището. Впоследствие Русия обявява, че всички градски райони са били разчистени, твърдейки, че украинските сили остават само в стоманодобивния завод „Азовстал“. Съобщава се обаче, че боевете продължават близо до улица „Флотская“ в западния Приморски окръг. Няколко дни след превземането на пристанището, украински офицер от морската пехота заявява, че морската пехота и силите на Азов от завода на „Азовстал“ са провели операция по евакуация на около 500 души от украинската гранична охрана и национална гвардия от пристанището, тъй като те са били без боеприпаси. Според офицера, украинските сили са направили пробив до пристанището и са осигурили прикриващ огън, докато 500-те войници се оттеглят към завод „Азовстал“. На 18 април е изчислено, че 95% от града е унищожен в сраженията. Украинските войници пренебрегват руския ултиматум да се предадат, решавайки да се бият докрай. Русия заплашва да „унищожи“ онези, които продължават да се бият. Военен експерт твърди, че все още може да има 500 до 800 украински войници, които се намират в града, докато руските официални лица споменават, че 2500 украински войници и 400 чуждестранни доброволци са в града.
На 20 април руските сили и силите на ДНР правят малък напредък в покрайнините на завода „Азовстал“.
На 21 април руският президент Владимир Путин нарежда на руските войски да не щурмуват стоманодобивния завод „Азовстал“, а вместо това да го блокират. Той също така заявява, че „Завършването на бойната работа за освобождаването на Мариупол е успешно“, докато украински служител опровергава, че коментарите и блокадата вместо това означават, че Русия признава неспособността си да превземе физически Мариупол. Въпреки пълната блокада, руските сили напредват с до 20 метра от някои от украинските позиции.
На 22 април западният Приморски окръг се смята за овладян от руските сили, без повече съобщения за сражения.
На 23 април, според Украйна, въздушните удари и очевидно наземно нападение са започнали отново върху стоманодобивния завод „Азовстал“. Съветник на украинския президент заявява: „Врагът се опитва да удуши окончателната съпротива на защитниците на Мариупол в района на Азовстал“. Началникът на украинската сигурност Олексий Данилов съобщава, че през нощта хеликоптер е извършил снабдяване на „Азовстал“.
На 27 април в Москва се състои среща между генералния секретар на ООН Антониу Гутериш и руския президент Владимир Путин. Генералният секретар на ООН заявява недвусмислено, че смята т.нар. от Русия „военна операция“ за инвазия и казва, че е готов да осигури ресурси за евакуиране на цивилни, блокирани в украинския град Мариупол. Той призовава руския външен министър Сергей Лавров да издаде заповед за прекратяване на огъня в Украйна, а според изявлението на ООН относно срещата Путин "принципно се е съгласил" с участието на ООН и Международния комитет на Червения кръст в евакуацията на цивилни от завода "Азовстал" в пристанищния град.
Вследствие на вражеска атака, осъществена на 28 април, част от сградата на oперационната зала във военно-полева болница, разположена на територията на „Азовстал“, се срутва, което прави невъзможно оказването на помощ на ранените войници; някои от по-рано ранените военнослужещи са убити при удара, а други войници са ранени. Според кмета на Мариупол преди обстрела на болницата броят на ранените е бил 170, а след него нараства до над 600. По думите му първоначално в бомбоубежищата на Азовстал са се укрили около 300 жители на града, но след това към тях се присъединяват бежанци от частта откъм левия бряг на града, която е пострадала най-много от руските бомбардировки. Той не може да посочи точна цифра на цивилните, укриващи се в завода, но подчертава, че сред тях жени, деца и възрастни хора, очакващи евакуацията, които са лишени от вода, храна и лекарства.

### Май
Руските военни са убили два пъти повече жители на Мариупол през тези два месеца на война, отколкото нацистка Германия през двете години на окупация на града по време на Втората световна война, заявява кметът на Мариупол Вадим Бойченко. По време на окупацията на Мариупол в хода на Втората световна война нацистите са убили 10 000 души, докато руските окупатори са отнели двойно повече човешки животи през двата месеца от обсадата на Мариупол, казва Бойченко, определяйки извършеното от Русия като геноцид - „един от най-тежките в съвременната история“.
Приблизително 100 цивилни са евакуирани от обсадения Мариупол и се очаква да пристигнат в контролирания от Украйна град Запорожие, казва президентът Володимир Зеленски на 1 май. В новинарски репортаж на руска медия, на която се позовава AFP, се съобщава, че броят на цивилните в завода „Азовстал“ е над 500. Нови сателитни снимки показват, че почти всички сгради на стоманодобивния завод вече са разрушени. ООН информира, че в завода „Азовстал“ се провежда „операция за безопасно преминаване“, докато Международният комитет на Червения кръст съобщава, че "в момента участва" в операцията. Според руското министерство на отбраната „тези, които искаха да заминат за райони, контролирани от режима в Киев, са предадени на представители на ООН и МКЧК (Червения кръст)“. От министерството обаче съобщават за 80, а не за 100 цивилни. По план евакуацията трябва да продължи на 2 май, а в тези дни огънят е преустановен.
Над 150 цивилни, евакуирани от „Азовстал“, пристигат в Запорожие на 3 май, докато близо 1000 души остават в обсаденото съоръжение. Руските войски се опитват да проникнат в завода след интензивен нощен обстрел, при който са убити две жени. На 4 май успешно са евакуирани 344 жители на Мариупол. 
На 4 и 5 май в разрушения стоманенодобивен завод се водят тежки боеве между руските сили и последните останали защитните на украинския град – според Русия около 2000 бойци. Служители на Министерството на отбраната на САЩ твърдят, че по-голямата част от руските сили, разположени до този момент в Мариупол, са напуснали пристанищния град и са се дислоцирали на север, а числеността на тези, които са останали, е съизмерима с тази на „два батальона тактически групи”. По време на брифинг прессекретарят на Пентагона Джон Кърби казва, че Мариупол остава под обсада, останалите в завода украински войници все още се съпротивляват, а атаките срещу града се извършват основно чрез въздушни удари. Президентът на Украйна, Володимир Зеленски, подчертава в обръщението си на 5 май, че обстрелът продължава, въпреки че в „Азовстал“ все още има цивилни, които не са евакуирани, в т.ч. жени и много деца. Според говорител на генералния секретар на ООН Стефан Дюжарик не е ясно колко цивилни остават като в капан в завода.
На 7 май над 300 цивилни са спасени от „Азовстал“, където са били блокирани в продължение на 72 дни по време на ожесточената битка за града, съобщава украинският президент Володимир Зеленски. Спасяването на здравните работници и войниците, които остават като в капан в съоръжението, е предвидено за втория етап на евакуация. За него украинското правителство се надява да получи помощ от "Лекари без граници" (MSF).
Според Петро Андрюшченко, помощник на кмета на Мариупол, Русия хвърля или запалителни снаряди, или фосфорни бомби в Мариупол. По думите му самите руснаци твърдят, че са използвали запалителни снаряди 9М22С. Те имат температура на горене от около 2000-2500 градуса по Целзий, което причинява пожар, чието потушаване е почти невъзможно. Андрюшченко публикува в Telegram видео от бомбардировките на стоманодобивния завод в Мариупол, където все още се укриват около 1000 войници, включително стотици ранени. „Адът слезе на земята. В „Азовстал“. Удивително е как се държат нашите защитници. Всички сме им длъжници“, пише Андрюшченко в съобщението към видеото, публикувано в Telegram на 15 май.
В ранните часове на 17 май военното командване на Украйна обявява, че мисията по защита на „Азовстал“ в Мариупол е приключила и обещава да спаси военнослужещите, които все още се намират в него. В същия ден седем автобуса, превозващи неизвестен брой украински войници от „Азовстал“, са видени да пристигат в бивша наказателна колония в град Оленивка, на около 88 километра северно от Мариупол.
На 18 май Руското министерство на отбраната съобщава, че 959 украински войници, укрити в стоманодобивния завод в Мариупол, са се предали, 694 от които в последните 24 часа. Между тях има 29 ранени войници. Данните не са потвърдени от украинска страна. Руските власти твърдят също, че последните защитници на обсадения и почти напълно разрушен град са отведени в бивша наказателна колония на контролирана от Русия територия.
На 19 май Международният комитет на Червения кръст (МКЧК) разпространява прессъобщение под заглавие "Украйна: МКЧК регистрира стотици военнопленници от завод „Азовстал“. Като регистрира бойците, напускащи „Азовстал“, включително ранените, МКЧК може да проследява местонахождението на онези, които са били заловени, и да им оказва помощ за поддържане на връзка със семействата им. Организацията припомня, че с Женевските конвенции от 1949 г., ратифицирани от близо 200 държави, на МКЧК е даден мандат за незабавен достъп до всички военнопленници на всички места, където са държани, и правото да провежда разпити с тях без свидетели и без прекомерни ограничения.
На 20 май Министерство на отбраната на Русия обявява, че е поет пълен контрол върху Мариупол, а броят на предалите се азовски войници е 2439. Според информация, разпространена от Министерство на отбраната на Великобритания в същия ден, предалите се украински войници са най-малко 1700, а броят на тези, които остават в „Азовстал“, е неизвестен. Очаква се след като превземе Мариупол, Русия да пренасочи силите си към изпълнението на задачите в Донбас.

## Хуманитарна криза и военни престъпления
На 6 март Петро Андрюшченко, съветник на кмета на Мариупол, съобщава, че хората "пият от локви по улиците" поради липсата на течаща вода в града, причинена след денонощни руски обстрели и бомбардировки. Той също така заявява, че няма топлинна, електрическа или телефонна услуга. Въпреки че цивилните не са в състояние да евакуират града, поради многократни нарушения на примирието, атаки срещу договорени коридори за евакуация и директни атаки срещу цивилни, които се опитват да се евакуират.
На 7 март посланикът на САЩ в Организацията за сигурност и сътрудничество в Европа Майкъл Карпентър определя два инцидента, случили се в Мариупол на 5 и 6 март, като военни престъпления. Той заявява, че и на двете дати руските сили бомбардират договорени коридори за евакуация, докато цивилни се опитват да ги използват.
На 14 март друг говорител на МКЧК обявява, че „стотици хиляди“ хора в града са „изправени пред изключителен или пълен недостиг на основни нужди като храна, вода и лекарства“. На 15 март заместник министър-председателят на Украйна Ирина Верещук, обвинява руските сили, че са взели около 400 цивилни за заложници, след като са превзели болница в града. Украински официални лица обвиняват руските сили, че са стреляли по евакуационен конвой и са ранили петима цивилни на 16 март. На 18 март украинските власти заявяват, че повече от 350 000 души са под обсада в Мариупол, все още без достъп до храна или вода.
На 21 март CNN съобщава, че според служител в Мариупол хората се страхуват, поради постоянните бомбардировки и обстрели, да напуснат подземните си убежища дори за храна и вода, което означава, че се опитват да пият и ядат по-малко. На 22 март CNN съобщава, че руската армия е задържала 11 автобуса, които са се насочили към града, за да евакуират граждани. По-късно Fox News съобщава, че поне някои от автобусите са били пълни с хуманитарни доставки. Съобщава се също, че 15 хуманитарни работници в автобусите са били арестувани при опит да вкарат храна в Мариупол. CNN също така съобщава, че до тази дата всички опити за вкарване на празни автобуси в Мариупол за евакуация на цивилни са се провалили. На 23 март украинският президент Зеленски обявява, че 100 000 цивилни все още не могат да излязат от Мариупол и че са хванати в „нечовешки условия“ без храна, течаща вода или лекарства.
На 1 април руските войски потискат спасителните усилия на ООН за транспортиране на стотици оцелели цивилни от Мариупол с 50 разпределени автобуса, докато мирните преговори в Истанбул продължават.

### Бомбардиране на родилни и детски болници
На 9 март, след като въздушен удар поразява родилно отделение и детска болница, украинският президент Володимир Зеленски заявява, че атаката е „зверство“, и публикува видеозапис на руините на сградата. Болницата е разрушена. Загиват трима души, включително малко момиче и най-малко 16 са ранени; властите заявяват, че много пациенти и болничен персонал са били погребани под развалините от взрива.
Руският външен министър Сергей Лавров казва, че сградата е била родилна болница преди, а когато Русия я е бомбардирала, е била окупирана от батальон „Азов“.
По-късно същия ден, говорителката на руското министерство на външните работи Мария Захарова отрича бомбардирането на болницата като „информационен тероризъм“, докато говорителят на руското министерство на отбраната Игор Конашенков нарича бомбардировката инсценирана.
Тогава, следобеда на 10 март, руското посолство в Обединеното кралство съобщава в туит, че две ранени бременни жени, заснети да се евакуират след нападението, всъщност са актриси, носещи „реалистичен грим“, че родилното отделение е заето от батальон „Азов“ и че не са присъствали жени или деца, откакто съоръжението е „неработещо“. По-късно туитът е премахнат от Twitter за нарушаване на правилата. Дмитрий Песков, прессекретарят на руския президент, заявява скоро след бомбардировката, че руското правителство ще разследва инцидента.
След това, обвинението от страна на Русия започва да се разпространява онлайн в Русия, включително руските социални медии Telegram, които имат стотици хиляди последователи. След това Twitter премахва публикациите на посолството.
Бременната жена, заснета на видео как е изнасяна на носилка (обвинена от Русия, че е актриса) е преместена в друга болница и след това почива на 13 март, след като детето ѝ е мъртвородено. Тя е със смачкан таз и отделено бедро, което допринася за раждането на мъртво дете. Виждайки, че е загубила бебето си, медицинските работници твърдят, че тя им извикала: „Убийте ме сега.“ Тридесет минути по-късно тя също умира.
Руски твърдения, че видеоклиповете са фалшифицирани и че бомбардираната болница се използва като военен пост, са развенчани от разследващи репортери.

### Бомбардиране на театъра
На 16 март Донецкият областен драматичен театър на града е ударен и до голяма степен разрушен от въздушен удар. Градският съвет на Мариупол обвинява Русия, че е насочена срещу драматичния театър, където са се укривали стотици цивилни. Human Rights Watch заявява, че театърът е приютил най-малко 500 цивилни. Сергей Тарута, бивш губернатор на Донецка област, заявява, че 1300 души са били вътре.
Сателитно изображение, направено от Maxar Technologies на 14 март, показва, че руската дума за "деца" (детей) е изписана с големи бели букви на тротоара както в предната, така и в задната част на театъра, което ще покаже ясно, че вътре се намират цивилни. Министърът на външните работи на Украйна Дмитро Кулеба заявява, че Русия "не може да не знае, че това е цивилно убежище". Според Върховната Рада е било невъзможно да се започнат спасителни операции на театъра, поради продължаващия обстрел. Градският съвет също така заявява, че достъпът до театъра е блокиран от отломки. Руското министерство на отбраната отрича да е нападало сградата и обвинява батальон „Азов“, че я е взривил.
Бомбоубежището в мазето, където хората са се укривали обаче, е успяло да устои на атаката според Тарута. Оцелелите започват да излизат от останките на театъра на 17 март. Повече от 130 цивилни са били спасени от мазето към 18 март, според украински власти, а спасителите все още не са открили мъртви. От градския съвет съобщават, че по първоначална информация няма загинали, но един човек е тежко ранен.

### Масов обстрел на жилищни райони
На 2 март заместник-кметът Сергей Орлов съобщава, че руската артилерия е целила гъсто населен квартал на Мариупол, обстрелвайки го близо 15 часа. Той казва, че населен квартал на левия бряг на града е "почти напълно разрушен".
Сателитни снимки на Мариупол, направени сутринта на 9 март, направени от Maxar Technologies, показват "значителни щети" на многоетажни апартаменти, жилищни къщи, хранителни магазини и друга цивилна инфраструктура. Това е определено чрез сравняване на снимки преди и след. Общинският съвет на Мариупол заявява, че щетите на града са "огромни". Изчислено е, че приблизително 80% от домовете в града са значително засегнати, от които почти 30% са били непоправими. В репортаж от Мариупол репортерът на Ройтерс Павел Климов казва, че "наоколо са почернелите черупки" на жилищни блокове.
На 16 март BBC News съобщава, че почти постоянните руски атаки са превърнали жилищните квартали в „пустош“. В същия ден тя съобщава, че е получила кадри от дронове, показващи „огромна степен на щети, с огън и дим, издигащи се над жилищни блокове и почернели улици в руини." Жител на града казва пред Би Би Си, че "в района на левия бряг няма непокътната жилищна сграда, всичко е изгорено до основи." В същия ден Институтът за изследване на войната (ISW) съобщава, че руските сили продължават да извършват военни престъпления в Мариупол, включително „насочени към цивилна инфраструктура“.
На 18 март генерал-лейтенант Джим Хокенхъл, началник на разузнаването на отбраната на Обединеното кралство, описва „продължаващо нападение срещу цивилни в Мариупол“. Украинските власти заявяват, че около 90% от сградите в Мариупол са повредени или разрушени. В същия ден Sky News от Обединеното кралство описва видеоклипове „цивилни зони, останали неузнаваеми от бомбардировките“. Sky News също цитира Червения кръст, който описва „Апокалиптично унищожение в Мариупол“. На 19 март 2022 г. украински полицай в Мариупол прави видео, в което казва "Деца, възрастни хора умират. Градът е разрушен и е изтрит от лицето на земята". Видеото е удостоверено от Асошиейтед прес.
Общината на Мариупол заявява на 28 март, че 90% от всички сгради са били повредени от обстрела, като 40% от всички структури в града са разрушени. Издадената статистика също така отчита, че 90% от болниците в Мариупол са засегнати и че 23 училища и 28 детски градини са били разрушени от руски обстрел.

### Цивилни жертви
Заместник-кметът на Мариупол Сергей Орлов заявява на 9 март, че най-малко 1170 цивилни в града са били убити от началото на руската инвазия и мъртвите са погребани в масови гробове. На 11 март градският съвет заявява, че най-малко 1582 цивилни са били убити по време на обсадата, увеличавайки този брой на 13 март до 2187 убити. На 14 март Алексий Арестович, съветник на украинския президент Володимир Зеленски заявява, че повече от 2500 цивилни са били убити при обсадата на Мариупол. По-късно обаче градският съвет пояснява, че са загинали 2357 цивилни.
Пьотър Андрюшченко, съветник на градската управа, обаче заявява, че преброяването на съвета е неточно и изчислява, че общият брой на убитите цивилни може да достигне 20 000 души.
На 16 март Асошиейтед прес (AP) съобщава, че е документирала, че много от загиналите са „деца и майки“, противно на твърденията на руското правителство, че цивилните не са били обект на нападение. Той също така съобщава, че лекарите в Мариупол казват, че лекуват „10 ранени цивилни на всеки ранен украински войник“.
На 11 април кметът на Мариупол заявява, че руските сили са убили над 10 000 цивилни в града.
На 12 април градските власти твърдят, че са убити до 20 000 цивилни. В същия ден кметът на града съобщава, че над 21 000 цивилни са били убити.

### Опити за евакуация
На 1 април спасителните усилия на ООН за извеждане на стотици оцелели цивилни от Мариупол с 50 разпределени автобуса са възпрепятствани от руски войски, които им отказват безопасно преминаване в града, докато мирните преговори продължават в Истанбул. На 4 април ракета на руския флот удря регистриран в Малта товарен кораб под флага на Доминика, като той се запалва.

### Твърдения за използване на химическо оръжие
На 11 април 2022 г. батальон „Азов“ обвинява руските сили, че използват „отровно вещество с неизвестен произход“ в Мариупол. Съединените щати заявяват, че са запознати с твърденията за използване на химическо оръжие в социалните медии, но не могат да ги потвърдят. По-късно Украйна заявява, че разследва обвиненията, но първите предположения са, че използваното оръжие е фосфорни боеприпаси, които не се считат за химическо оръжие. При нападението са ранени трима украински войници.